# It Only Hurts When I'm Breathing
«It Only Hurts When I'm Breathing» — восьмий та фінальний (п'ятий в Північній Америці) сингл четвертого студійного альбому канадської кантрі-співачки Шанаї Твейн — «Up!» (2002). У США пісня вийшла 9 лютого 2004. Пісня написана Шанаєю Твейн і Робертом Джоном Лангом; спродюсована Робертом Джоном Лангом.

## Список пісень
- Live CD / цифрове завантаження[1]

1. "It Only Hurts When I'm Breathing" (Live from Up! Live in Chicago) – 3:42

- CD-сингл / 7"-сингл[2]

1. "It Only Hurts When I'm Breathing" (Green Version) – 3:20
2. "It Only Hurts When I'm Breathing" (Red Version) – 3:19

## Чарти
Тижневі чарти
| Чарт (2004)                       | Місце |
| --------------------------------- | ----- |
| US Billboard Hot 100              | 71    |
| US Adult Contemporary (Billboard) | 16    |
| US Hot Country Songs (Billboard)  | 18    |